# Équipe d'Algérie de football en 2015
Maillots
Actualités
L'équipe d'Algérie de football participe lors de cette année à la Coupe d'Afrique des nations 2015 ou Guinée équatoriale et Qualifications à la Coupe d'Afrique des nations de football 2017 et Éliminatoires de la Coupe du monde de football 2018. L'équipe d'Algérie est entraînée par Christian Gourcuff.

## Déroulement de la saison

### Résumé de la saison
Cette saison 2015 sera moins dense que celle de l'année dernière, il y a surtout la Coupe d'Afrique des nations de football 2015 agrémentée de matchs amicaux pour la préparation pour la CAN mais aussi pour maintenir en forme l'équipe nationale. Et il y aura 2 matchs de qualification pour la CAN 2017, un match amical face à la Côte d'Ivoire en octobre 2015 puis pour terminer l'année 2015 il y aura 2 matchs de qualification pour la Coupe du monde 2018 qui se déroulera en Russie.
Cette année 2015 voit les premières sélections de Ahmed Kashi, Farouk Chafaï, Youcef Belaïli, Rachid Ghezzal, Ibrahim Chenihi, Mehdi Abeid, Mehdi Tahrat, Hichem Belkaroui, Mohamed Khoutir Ziti, Brahim Boudebouda et  Saïd Benrahma.

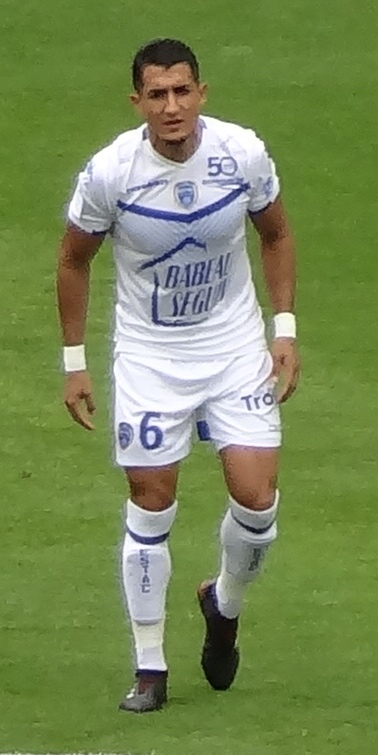
Ahmed Kashi
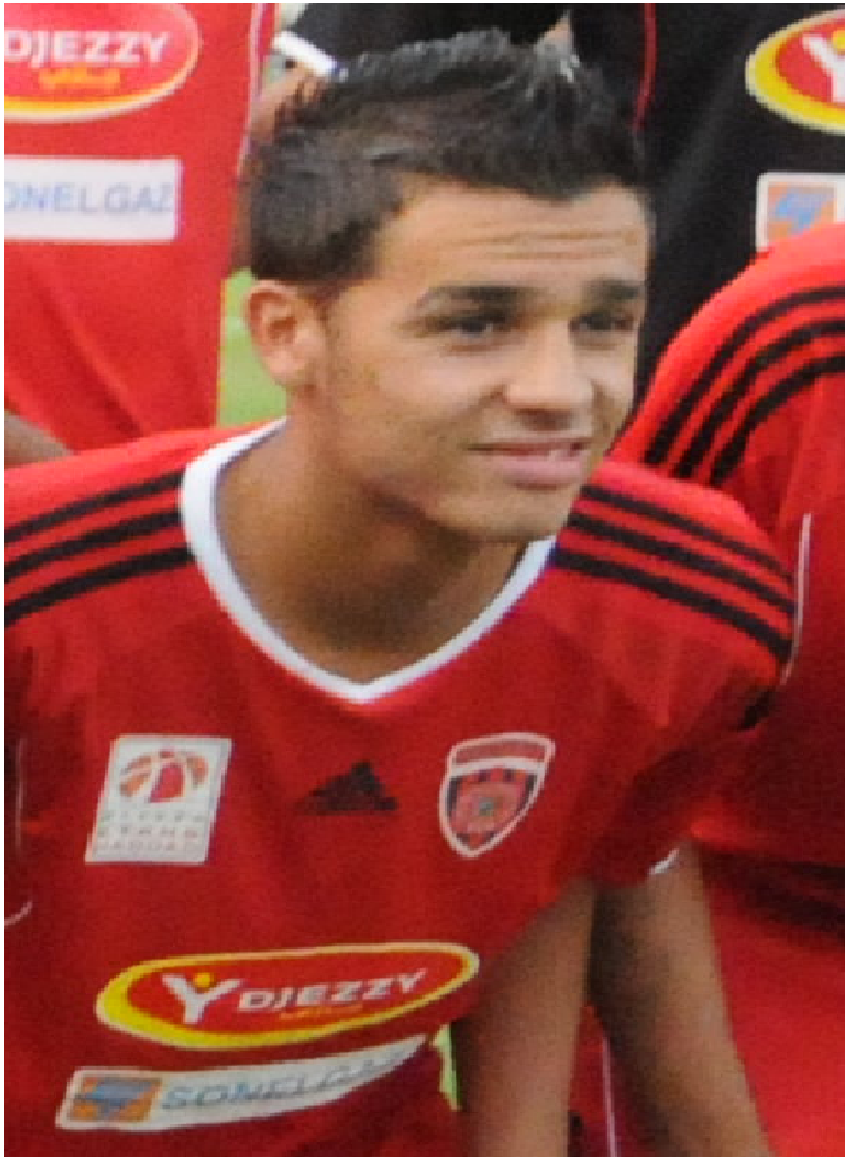
Farouk Chafaï
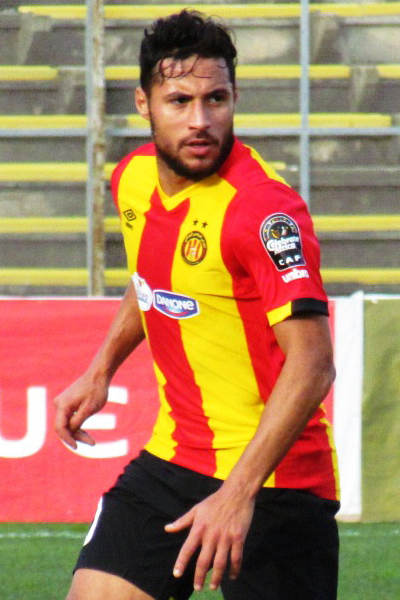
Youcef Belaïli
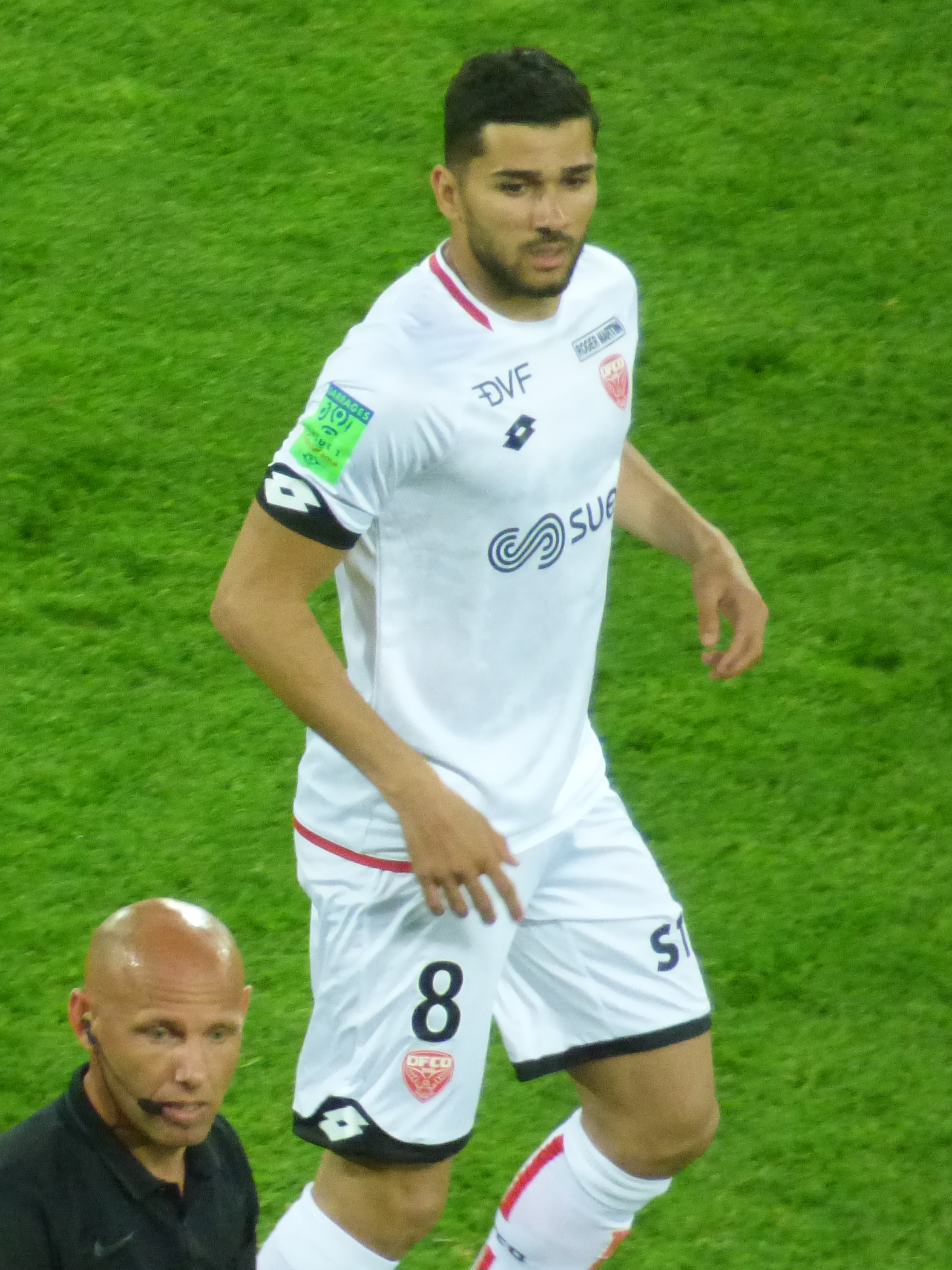
Mehdi Abeid
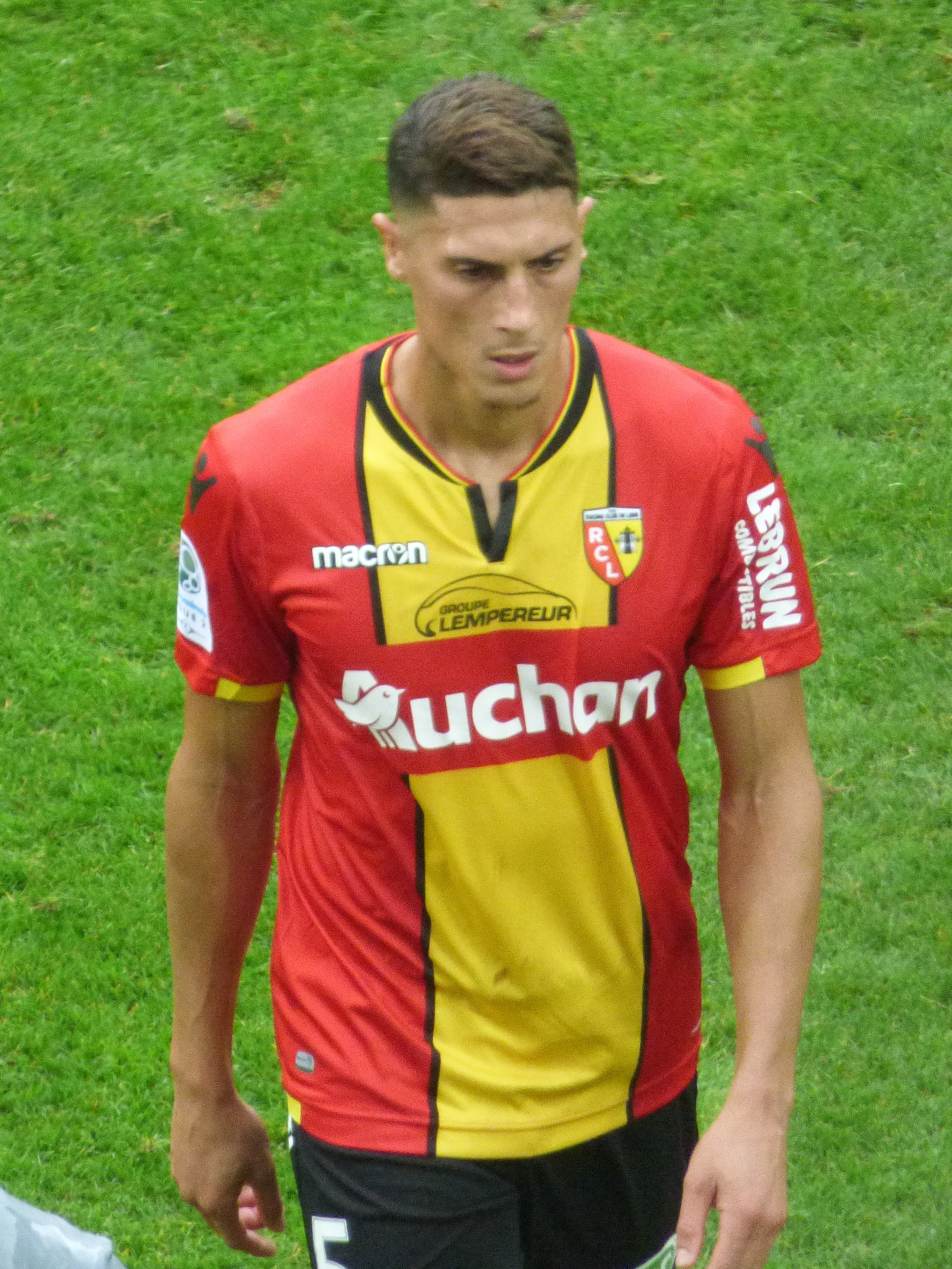
Mehdi Tahrat
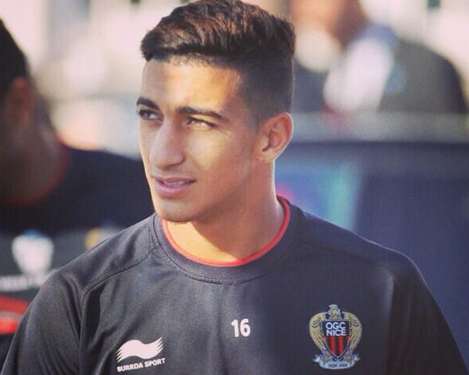
Saïd Benrahma

### Classement FIFA 2015
Le tableau ci-dessous présente les coefficients mensuels de l'équipe d'Algérie publiés par la FIFA durant l'année 2015, fr.fifa.com.
| Mois | janv. | fév. | mars | avril | mai | juin | juillet | août | sept. | oct. | nov. | déc. |
| Rang | 18    | 18   | 18   | 21    | 20  | 21   | 19      | 19   | 19    | 19   | 26   | 28   |

### Classement de la CAF
Le tableau ci-dessous présente les coefficients mensuels de l'équipe d'Algérie dans la CAF publiés par la FIFA durant l'année 2015.
| Mois | janv. | fév. | mars | avril | mai | juin | juillet | août | sept. | oct. | nov. | déc. |
| Rang | 1     | 1    | 1    | 1     | 1   | 1    | 1       | 1    | 1     | 1    | 2    | 2    |

### Bilan
| Rang | Équipe  | Pts | J  | G | N | P | Bp | Bc | Diff |
| ---- | ------- | --- | -- | - | - | - | -- | -- | ---- |
| #    | Algérie | 23  | 13 | 7 | 2 | 4 | 29 | 13 | +16  |

## Matchs
| Date             | Stade, Ville, Pays                                     | Adversaire     | Score | Compétition | Buteurs algériens :                                                                  | Classement Fifa |
| ---------------- | ------------------------------------------------------ | -------------- | ----- | ----------- | ------------------------------------------------------------------------------------ | --------------- |
| 11 janvier 2015  | Stade olympique de Radès Tunis, Tunisie                | Tunisie        | 1 - 1 | A           | Cadamuro 39e                                                                         | 18e             |
| 19 janvier 2015  | Estadio de Mongomo Mongomo, Guinée équatoriale         | Afrique du Sud | 3 - 1 | CAN 2015    | Hlatshwayo 67e (csc), Ghoulam 72e, Slimani 83e                                       | 18e             |
| 23 janvier 2015  | Estadio de Mongomo Mongomo, Guinée équatoriale         | Ghana          | 1 - 0 | CAN 2015    |                                                                                      | 18e             |
| 27 janvier 2015  | Nuevo Estadio de Malabo Malabo, Guinée équatoriale     | Sénégal        | 0 - 2 | CAN 2015    | Mahrez 11e, Bentaleb 82e                                                             | 18e             |
| 1er février 2015 | Nuevo Estadio de Malabo Malabo, Guinée équatoriale     | Côte d'Ivoire  | 3 - 1 | CAN 2015    | Soudani 51e                                                                          | 18e             |
| 26 mars 2015     | Stade Abdullah bin Khalifa Doha, Qatar                 | Qatar          | 1 - 0 | A           |                                                                                      | 18e             |
| 30 mars 2015     | Qatar SC Stadium Doha, Qatar                           | Oman           | 1 - 4 | A           | Belfodil 2e 62e, Feghouli 24e 60e                                                    | 18e             |
| 13 juin 2015     | Stade Mustapha-Tchaker Blida, Algérie                  | Seychelles     | 4 - 0 | QCAN 2017   | Slimani 22e, Soudani 35e 47e, Bentaleb 90+3e                                         | 21e             |
| 6 septembre 2015 | Stade Setsoto Maseru, Lesotho                          | Lesotho        | 1 - 3 | QCAN 2017   | Ghoulam 32e, Soudani 85e 90+1e                                                       | 19e             |
| 9 octobre 2015   | Stade 5 Juillet 1962 Alger, Algérie                    | Guinée         | 1 - 2 | A           | Slimani 2e                                                                           | 19e             |
| 13 octobre 2015  | Stade 5 Juillet 1962 Alger, Algérie                    | Sénégal        | 1 - 0 | A           | Brahimi 80e                                                                          | 19e             |
| 14 novembre 2015 | Benjamin Mkapa National Stadium Dar es Salam, Tanzanie | Tanzanie       | 2 - 2 | QCDM 2018   | Slimani 71e 75e                                                                      | 26e             |
| 17 novembre 2015 | Stade Mustapha Tchaker Blida, Algérie                  | Tanzanie       | 7 - 0 | QCDM 2018   | Brahimi 1re, Ghoulam 23e 59e (pen.), Mahrez 43e, Slimani 49e (pen.) 75e, Medjani 72e | 26e             |

Légende: A : Match amical / CAN 2015 : Coupe d'Afrique des nations de football 2015 / QCAN 2017 : Qualifications à la Coupe d'Afrique des nations de football 2017 / QCDM 2018 : Éliminatoires de la Coupe du monde de football 2018

## Préparation

### Tunisie-Algérie
| Match amical                                              | Tunisie    | 1 - 1   | Algérie      | Stade olympique de Radès Tunis, Tunisie                       |                                                               |
| 11 janvier 2015 · 18:00 UTC+1 · Historique des rencontres | Khazri 44e | (1 - 1) | 39e Cadamuro | Spectateurs : 35,000 Diffuseur : EPTV Télévision tunisienne 1 | Spectateurs : 35,000 Diffuseur : EPTV Télévision tunisienne 1 |
| 11 janvier 2015 · 18:00 UTC+1 · Historique des rencontres | Rapport    |         |              | Spectateurs : 35,000 Diffuseur : EPTV Télévision tunisienne 1 | Spectateurs : 35,000 Diffuseur : EPTV Télévision tunisienne 1 |

| Tunisie | Algérie |

| :Tunisie        |    |                         |  |     |
|                 |    |                         |  |     |
| Gardien de but  | 16 | Aymen Mathlouthi        |  |     |
|                 | 17 | Hamza Mathlouthi        |  |     |
|                 | 12 | Ali Maaloul             |  |     |
|                 | 2  | Syam Ben Youssef        |  |     |
|                 | 3  | Aymen Abdennour         |  |     |
|                 | 6  | Hocine Ragued           |  | 60e |
|                 | 21 | Jamel Saihi             |  |     |
|                 | 18 | Wahbi Khazri            |  | 73e |
|                 | 9  | Yassine Chikhaoui       |  |     |
|                 | 8  | Fakhreddine Ben Youssef |  | 75e |
|                 | 19 | Saber Khalifa           |  |     |
| Remplaçants :   |    |                         |  |     |
| Gardien de but  | 1  | Farouk Ben Mustapha     |  |     |
| Gardien de but  | 22 | Moez Ben Cherifia       |  |     |
|                 | 23 | Selim Ben Djemia        |  |     |
|                 | 20 | Mohamed Ali Yacoubi     |  |     |
|                 | 5  | Rami Bedoui             |  |     |
|                 | 14 | Stéphane Nater          |  | 60e |
|                 | 15 | Mohamed Ali Moncer      |  | 75e |
|                 | 7  | Youssef Msakni          |  | 73e |
|                 | 4  | Bilel Mohsni            |  |     |
|                 | 13 | Ferjani Sassi           |  |     |
|                 | 10 | Hamza Younes            |  |     |
|                 | 11 | Amine Chermiti          |  |     |
| Sélectionneur : |    |                         |  |     |
| Georges Leekens |    |                         |  |     |

| :Algérie           |    |                     |     |     |
|                    |    |                     |     |     |
| Gardien de but     | 23 | Raïs M'Bolhi        |     |     |
|                    | 20 | Aïssa Mandi         |     |     |
|                    | 6  | Djamel Mesbah       |     |     |
|                    | 4  | Liassine Cadamuro   | 42e |     |
|                    | 12 | Carl Medjani        |     |     |
|                    | 14 | Nabil Bentaleb      |     |     |
|                    | 8  | Medhi Lacen         |     | 46e |
|                    | 10 | Sofiane Feghouli    |     | 66e |
|                    | 11 | Yacine Brahimi      |     | 66e |
|                    | 7  | Riyad Mahrez        |     | 46e |
|                    | 13 | Islam Slimani       |     | 46e |
| Remplaçants :      |    |                     |     |     |
|                    | 15 | Hillal Soudani      |     | 66e |
|                    | 17 | Foued Kadir         |     | 66e |
| Gardien de but     | 1  | Azzedine Doukha     |     |     |
|                    | 18 | Abdelmoumene Djabou |     |     |
|                    | 19 | Saphir Taïder       |     | 46e |
|                    | 22 | Mehdi Zeffane       |     |     |
|                    | 20 | Ahmed Kashi         |     |     |
|                    | 9  | Ishak Belfodil      |     | 46e |
|                    | 3  | Faouzi Ghoulam      |     |     |
|                    | 2  | Madjid Bougherra    |     | 46e |
| Sélectionneur :    |    |                     |     |     |
| Christian Gourcuff |    |                     |     |     |

## Coupe d'Afrique des nations 2015

### Classements et résultats

#### Phase de poules

##### Groupe C
| Rang | Équipe         | Pts | J | G | N | P | Bp | Bc | Diff |
| ---- | -------------- | --- | - | - | - | - | -- | -- | ---- |
| 1    | Ghana          | 6   | 3 | 2 | 0 | 1 | 4  | 3  | +1   |
| 2    | Algérie        | 6   | 3 | 2 | 0 | 1 | 5  | 2  | +3   |
| 3    | Sénégal        | 4   | 3 | 1 | 1 | 1 | 3  | 4  | -1   |
| 4    | Afrique du Sud | 1   | 3 | 0 | 1 | 2 | 3  | 6  | -3   |

###### Algérie-Afrique du Sud
| 19 janvier 2015                         | Algérie                                          | 3 - 1   | Afrique du Sud | Estadio de Mongomo Mongomo, Guinée équatoriale                                          |                                                                                         |
| 20:00 UTC+1 · Historique des rencontres | Hlatshwayo 67e (csc) · Ghoulam 72e · Slimani 83e | (0 - 0) | 50e Phala      | Spectateurs : 13 569 Diffuseur : EPTV beIN Sports Eurosport Arbitrage : Noumandiez Doué | Spectateurs : 13 569 Diffuseur : EPTV beIN Sports Eurosport Arbitrage : Noumandiez Doué |
| 20:00 UTC+1 · Historique des rencontres | Rapport                                          |         |                | Spectateurs : 13 569 Diffuseur : EPTV beIN Sports Eurosport Arbitrage : Noumandiez Doué | Spectateurs : 13 569 Diffuseur : EPTV beIN Sports Eurosport Arbitrage : Noumandiez Doué |

|  |         |                |
|  | Algérie | Afrique du Sud |

| :Algérie           |    |                  |     |     |
|                    |    |                  |     |     |
| Gardien de but     | 23 | Raïs M'Bolhi     |     |     |
|                    | 20 | Aïssa Mandi      | 54e |     |
|                    | 12 | Carl Medjani     |     |     |
|                    | 5  | Rafik Halliche   |     |     |
|                    | 3  | Faouzi Ghoulam   |     |     |
|                    | 10 | Sofiane Feghouli |     |     |
|                    | 14 | Nabil Bentaleb   |     |     |
|                    | 8  | Medhi Lacen      |     | 63e |
|                    | 7  | Riyad Mahrez     |     | 59e |
|                    | 13 | Islam Slimani    |     |     |
|                    | 11 | Yacine Brahimi   |     | 89e |
| Remplaçants :      |    |                  |     |     |
|                    | 9  | Ishak Belfodil   |     | 59e |
|                    | 19 | Saphir Taïder    |     | 63e |
|                    | 15 | Hillal Soudani   |     | 89e |
| Sélectionneur :    |    |                  |     |     |
| Christian Gourcuff |    |                  |     |     |

| :Afrique du Sud |    |                    |     |     |
|                 |    |                    |     |     |
| Gardien de but  | 1  | Darren Keet        |     |     |
|                 | 6  | Anele Ngcongca     |     |     |
|                 | 14 | Thulani Hlatshwayo |     |     |
|                 | 2  | Rivaldo Coetzee    |     | 29e |
|                 | 11 | Thabo Matlaba      | 31e |     |
|                 | 15 | Dean Furman        |     |     |
|                 | 18 | Thuso Phala        |     |     |
|                 | 5  | Andile Jali        |     |     |
|                 | 20 | Oupa Manyisa       |     |     |
|                 | 23 | Tokelo Rantie      |     | 79e |
|                 | 10 | Sibusiso Vilakazi  |     | 85e |
| Remplaçants :   |    |                    |     |     |
|                 | 4  | Siyabonga Nhlapo   |     | 29e |
|                 | 9  | Bongani Ndulula    |     | 79e |
|                 | 7  | Mandla Masango     |     | 85e |
| Sélectionneur : |    |                    |     |     |
| Ephraim Mashaba |    |                    |     |     |

| Assistants : Songuifolo Yéo Jean-Claude Birumushasu Quatrième arbitre : Aboubacar Mario Bangoura Homme du Match : Faouzi Ghoulam |

###### Ghana-Algérie
| 23 janvier 2015                         | Ghana      | 1 - 0   | Algérie | Estadio de Mongomo Mongomo, Guinée équatoriale                                          |                                                                                         |
| 17:00 UTC+1 · Historique des rencontres | Gyan 90+2e | (0 - 0) |         | Spectateurs : 12 387 Diffuseur : EPTV beIN Sports Eurosport Arbitrage : Koman Coulibaly | Spectateurs : 12 387 Diffuseur : EPTV beIN Sports Eurosport Arbitrage : Koman Coulibaly |
| 17:00 UTC+1 · Historique des rencontres | Rapport    |         |         | Spectateurs : 12 387 Diffuseur : EPTV beIN Sports Eurosport Arbitrage : Koman Coulibaly | Spectateurs : 12 387 Diffuseur : EPTV beIN Sports Eurosport Arbitrage : Koman Coulibaly |

| Ghana | Algérie |

| :Ghana          |    |                        |     |     |
|                 |    |                        |     |     |
| Gardien de but  | 1  | Brimah Razak           |     |     |
|                 | 23 | Harrison Afful         |     |     |
|                 | 18 | Daniel Amartey         |     |     |
|                 | 19 | Jonathan Mensah        |     |     |
|                 | 17 | Baba Rahman            |     |     |
|                 | 8  | Emmanuel Agyemang-Badu |     |     |
|                 | 6  | Afriyie Acquah         | 26e | 55e |
|                 | 7  | Christian Atsu         |     |     |
|                 | 9  | Jordan Ayew            |     | 78e |
|                 | 10 | André Ayew             |     | 84e |
|                 | 3  | Asamoah Gyan           |     |     |
| Remplaçants :   |    |                        |     |     |
|                 | 11 | Wakaso Mubarak         |     | 55e |
|                 | 15 | Mahatma Otoo           |     | 78e |
|                 | 14 | Solomon Asante         |     | 84e |
| Sélectionneur : |    |                        |     |     |
| Avram Grant     |    |                        |     |     |

| :Algérie           |    |                  |       |     |
|                    |    |                  |       |     |
| Gardien de but     | 23 | Raïs M'Bolhi     |       |     |
|                    | 20 | Aïssa Mandi      |       |     |
|                    | 12 | Carl Medjani     |       |     |
|                    | 2  | Madjid Bougherra | 45+1e |     |
|                    | 3  | Faouzi Ghoulam   |       |     |
|                    | 14 | Nabil Bentaleb   | 73e   |     |
|                    | 8  | Medhi Lacen      |       | 71e |
|                    | 10 | Sofiane Feghouli |       |     |
|                    | 19 | Saphir Taïder    |       |     |
|                    | 11 | Yacine Brahimi   |       | 87e |
|                    | 9  | Ishak Belfodil   |       | 56e |
| Remplaçants :      |    |                  |       |     |
|                    | 13 | Islam Slimani    |       | 56e |
|                    | 7  | Riyad Mahrez     |       | 71e |
|                    | 17 | Foued Kadir      |       | 87e |
| Sélectionneur :    |    |                  |       |     |
| Christian Gourcuff |    |                  |       |     |

| Assistants : Jean-Claude Birumushahu Hassan Egueh Yacin Quatrième arbitre : Joaquin Esono Eyang Homme du Match : Asamoah Gyan |

###### Sénégal-Algérie
| 27 janvier 2015                         | Sénégal | 0 - 2   | Algérie                   | Nuevo Estadio de Malabo Malabo, Guinée équatoriale                         |                                                                            |
| 19:00 UTC+1 · Historique des rencontres |         | (0 - 1) | 11e Mahrez · 82e Bentaleb | Diffuseur : EPTV beIN Sports Eurosport Arbitrage : Rajindraparsad Seechurn | Diffuseur : EPTV beIN Sports Eurosport Arbitrage : Rajindraparsad Seechurn |
| 19:00 UTC+1 · Historique des rencontres | Rapport |         |                           | Diffuseur : EPTV beIN Sports Eurosport Arbitrage : Rajindraparsad Seechurn | Diffuseur : EPTV beIN Sports Eurosport Arbitrage : Rajindraparsad Seechurn |

| Sénégal | Algérie |

| :Sénégal        |    |                  |     |     |
|                 |    |                  |     |     |
| Gardien de but  | 1  | Bouna Coundoul   |     |     |
|                 | 6  | Lamine Sané      |     |     |
|                 | 3  | Papy Djilobodji  |     |     |
|                 | 2  | Kara Mbodj       |     |     |
|                 | 13 | Cheikh M'Bengue  |     | 29e |
|                 | 8  | Cheikhou Kouyaté |     |     |
|                 | 17 | Idrissa Gueye    |     |     |
|                 | 12 | Stéphane Badji   | 41e |     |
|                 | 5  | Papakouli Diop   |     | 54e |
|                 | 10 | Sadio Mané       |     | 66e |
|                 | 9  | Mame Biram Diouf | 67e |     |
| Remplaçants :   |    |                  |     |     |
|                 | 18 | Pape Souaré      | 81e | 29e |
|                 | 15 | Papiss Cissé     |     | 54e |
|                 | 11 | Dame N'Doye      |     | 66e |
| Sélectionneur : |    |                  |     |     |
| Alain Giresse   |    |                  |     |     |

| :Algérie           |    |                  |     |       |
|                    |    |                  |     |       |
| Gardien de but     | 23 | Raïs M'Bolhi     | 78e |       |
|                    | 20 | Aïssa Mandi      |     |       |
|                    | 12 | Carl Medjani     |     |       |
|                    | 2  | Madjid Bougherra |     |       |
|                    | 3  | Faouzi Ghoulam   |     |       |
|                    | 14 | Nabil Bentaleb   |     |       |
|                    | 10 | Sofiane Feghouli |     |       |
|                    | 19 | Saphir Taïder    | 52e |       |
|                    | 11 | Yacine Brahimi   |     | 72e   |
|                    | 15 | Hillal Soudani   |     | 80e   |
|                    | 7  | Riyad Mahrez     |     | 90+2e |
| Remplaçants :      |    |                  |     |       |
|                    | 9  | Ishak Belfodil   |     | 80e   |
|                    | 8  | Medhi Lacen      |     | 72e   |
|                    | 21 | Ahmed Kashi      |     | 90+2e |
| Sélectionneur :    |    |                  |     |       |
| Christian Gourcuff |    |                  |     |       |

| Assistants : Waleed Ahmed Ali Jerson Emiliano Dos Santos Quatrième arbitre : Joaquin Eyang Homme du Match : Riyad Mahrez |

#### Phase finale

##### Quarts de finale

###### Côte d’Ivoire-Algérie

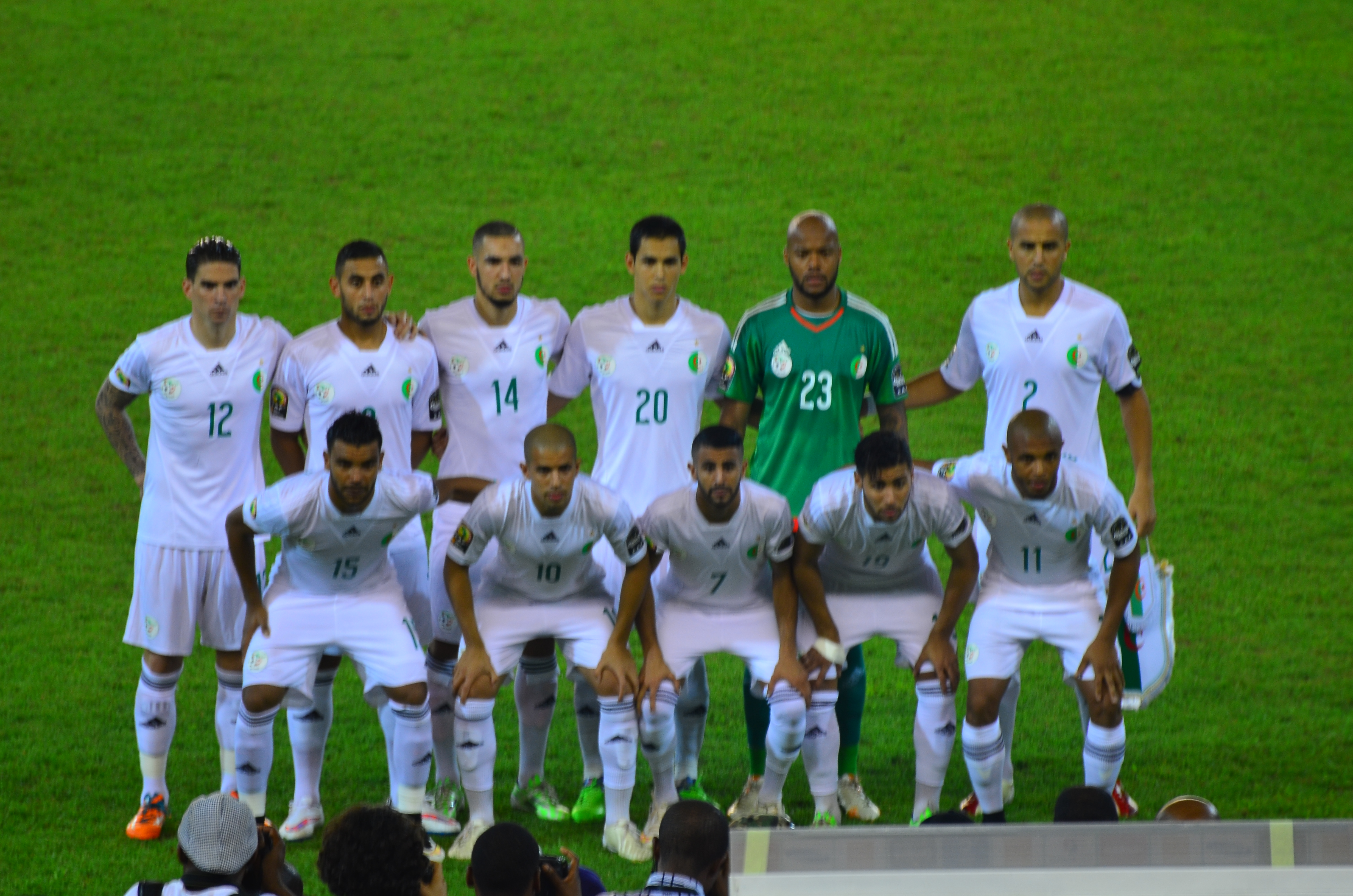
Algérie-Coté d'Ivoire en quart de finale CAN 2015

| 27 janvier 2015                         | Côte d'Ivoire                 | 3 - 1   | Algérie     | Nuevo Estadio de Malabo Malabo, Guinée équatoriale                |                                                                   |
| 20:00 UTC+1 · Historique des rencontres | Bony 26e 68e · Gervinho 90+4e | (1 - 0) | 51e Soudani | Diffuseur : EPTV beIN Sports Eurosport Arbitrage : Bakary Gassama | Diffuseur : EPTV beIN Sports Eurosport Arbitrage : Bakary Gassama |
| 20:00 UTC+1 · Historique des rencontres | Rapport                       |         |             | Diffuseur : EPTV beIN Sports Eurosport Arbitrage : Bakary Gassama | Diffuseur : EPTV beIN Sports Eurosport Arbitrage : Bakary Gassama |

| Côte d’Ivoire | Algérie |

| :Côte d’Ivoire  |    |                      |  |       |
|                 |    |                      |  |       |
| Gardien de but  | 16 | Sylvain Gbohouo      |  |       |
|                 | 17 | Serge Aurier         |  |       |
|                 | 22 | Wilfried Kanon       |  |       |
|                 | 4  | Kolo Touré           |  |       |
|                 | 21 | Eric Bertrand Bailly |  |       |
|                 | 5  | Siaka Tiéné          |  | 67e   |
|                 | 20 | Serey Die            |  |       |
|                 | 19 | Yaya Touré           |  |       |
|                 | 15 | Max Gradel           |  |       |
|                 | 12 | Wilfried Bony        |  | 90+1e |
|                 | 10 | Gervinho             |  |       |
| Remplaçants :   |    |                      |  |       |
|                 | 6  | Cheick Doukouré      |  | 67e   |
|                 | 11 | Tallo Gadji          |  | 90+1e |
| Sélectionneur : |    |                      |  |       |
| Hervé Renard    |    |                      |  |       |

| :Algérie           |    |                  |     |     |
|                    |    |                  |     |     |
| Gardien de but     | 23 | Raïs M'Bolhi     |     |     |
|                    | 3  | Faouzi Ghoulam   |     |     |
|                    | 2  | Madjid Bougherra |     |     |
|                    | 20 | Aïssa Mandi      |     |     |
|                    | 12 | Carl Medjani     |     |     |
|                    | 14 | Nabil Bentaleb   | 78e |     |
|                    | 19 | Saphir Taïder    | 90e |     |
|                    | 11 | Yacine Brahimi   |     |     |
|                    | 10 | Sofiane Feghouli |     |     |
|                    | 7  | Riyad Mahrez     |     | 72e |
|                    | 15 | Hillal Soudani   |     | 72e |
| Remplaçants :      |    |                  |     |     |
|                    | 9  | Islam Slimani    |     | 72e |
|                    | 13 | Ishak Belfodil   |     | 72e |
| Sélectionneur :    |    |                  |     |     |
| Christian Gourcuff |    |                  |     |     |

| Assistants : Jean-Claude Birumushasu Aboubacar Doumbouya Quatrième arbitre : Ali Lemghaifry Homme du Match : Wilfried Bony |

## Après la Coupe d'Afrique
| Titulaires : |  |
| |  |
| 1 • Amine Lecomte 90+2e · 23 • Ahmed Abdul Maqsoud 85e · 6 • Mohammed Kasola 45+1e · 20 • Karim Boudiaf · 28 • Abdurahman Abubakar · 7 • Khalid Muftah · 3 • Abdelkarim Hassan 67e · 8 • Ali Assadalla 67e · 17 • Ismaeel Mohammad · 25 • Mohammed Muntari 85e · 18 • Mohammed Tresor Abdullah 79e 39e · |  |
| Remplaçants : |  |
| 27 • Hussain Ali Hussein 67e · 12 • Magid Mohamed 67e · 26 • Mosaab Mahmoud 79e · 9 • Meshal Abdullah 85e · 5 • Abdulaziz Hatem 85e · |  |
| Entraîneur : |  |
| Djamel Belmadi |  |

| Titulaires : |  |
| |  |
| 1 • Azzedine Doukha · 12 • Carl Medjani · 21 • Farouk Chafaï · 3 • Faouzi Ghoulam · 20 • Aïssa Mandi · 19 • Saphir Taïder 52e 62e · 14 • Nabil Bentaleb 14e · 7 • Riyad Mahrez 63e · 11 • Yacine Brahimi · 15 • Rachid Ghezzal 46e · 13 • Islam Slimani 62e · |  |
| Remplaçants : |  |
| 8 • Medhi Lacen 62e · 18 • Ibrahim Chenihi 63e · 17 • Youcef Belaïli 62e · 9 • Ishak Belfodil 46e · |  |
| Entraîneur : |  |
| Christian Gourcuff |  |

| Titulaires : |  |
| |  |
| 1 • Amine Lecomte 90+2e · 23 • Ahmed Abdul Maqsoud 85e · 6 • Mohammed Kasola 45+1e · 20 • Karim Boudiaf · 28 • Abdurahman Abubakar · 7 • Khalid Muftah · 3 • Abdelkarim Hassan 67e · 8 • Ali Assadalla 67e · 17 • Ismaeel Mohammad · 25 • Mohammed Muntari 85e · 18 • Mohammed Tresor Abdullah 79e 39e · |  |
| Remplaçants : |  |
| 27 • Hussain Ali Hussein 67e · 12 • Magid Mohamed 67e · 26 • Mosaab Mahmoud 79e · 9 • Meshal Abdullah 85e · 5 • Abdulaziz Hatem 85e · |  |
| Entraîneur : |  |
| Djamel Belmadi |  |

| Titulaires : |  |
| |  |
| 1 • Azzedine Doukha · 12 • Carl Medjani · 21 • Farouk Chafaï · 3 • Faouzi Ghoulam · 20 • Aïssa Mandi · 19 • Saphir Taïder 52e 62e · 14 • Nabil Bentaleb 14e · 7 • Riyad Mahrez 63e · 11 • Yacine Brahimi · 15 • Rachid Ghezzal 46e · 13 • Islam Slimani 62e · |  |
| Remplaçants : |  |
| 8 • Medhi Lacen 62e · 18 • Ibrahim Chenihi 63e · 17 • Youcef Belaïli 62e · 9 • Ishak Belfodil 46e · |  |
| Entraîneur : |  |
| Christian Gourcuff |  |

| Titulaires : |  |
| |  |
| 1 • Ali Al-Habsi · 2 • Mohammed Al-Musalami 87e · 6 • Raed Ibrahim Saleh 74e · 8 • Eid Al-Farsi 67e · 9 • Abdulaziz Al-Muqbali 46e · 10 • Qasim Said 46e · 11 • Saad Suhail · 12 • Ahmed Mubarak · 13 • Abdul Salam Al-Mukhaini · 16 • Yaqoob Al-Qasmi · 17 • Hassan Mudhafar 46e · |  |
| Remplaçants : |  |
| 3 • Ahmed Saleem 46e · 14 • Azan Al-Balushi 87e · 15 • Ali Salim Al-Nahar 74e · 21 • Mohsin Al-Khaldi 46e · 23 • Ali Al-Busaidi 46e · |  |
| Entraîneur : |  |
| Paul Le Guen |  |

| Titulaires : |  |
| |  |
| 1 • Azzedine Doukha · 3 • Faouzi Ghoulam · 5 • Rafik Halliche · 9 • Ishak Belfodil 82e · 10 • Sofiane Feghouli 85e · 11 • Yacine Brahimi 59e · 14 • Nabil Bentaleb 67e · 18 • Ibrahim Chenihi 67e · 19 • Saphir Taïder · 20 • Aïssa Mandi 82e · 22 • Mehdi Zeffane · |  |
| Remplaçants : |  |
| 7 • Riyad Mahrez 67e · 12 • Carl Medjani 82e · 13 • Islam Slimani 59e · 15 • Rachid Ghezzal 85e · 17 • Youcef Belaïli 82e · |  |
| Entraîneur : |  |
| Christian Gourcuff |  |

| Titulaires : |  |
| |  |
| 1 • Ali Al-Habsi · 2 • Mohammed Al-Musalami 87e · 6 • Raed Ibrahim Saleh 74e · 8 • Eid Al-Farsi 67e · 9 • Abdulaziz Al-Muqbali 46e · 10 • Qasim Said 46e · 11 • Saad Suhail · 12 • Ahmed Mubarak · 13 • Abdul Salam Al-Mukhaini · 16 • Yaqoob Al-Qasmi · 17 • Hassan Mudhafar 46e · |  |
| Remplaçants : |  |
| 3 • Ahmed Saleem 46e · 14 • Azan Al-Balushi 87e · 15 • Ali Salim Al-Nahar 74e · 21 • Mohsin Al-Khaldi 46e · 23 • Ali Al-Busaidi 46e · |  |
| Entraîneur : |  |
| Paul Le Guen |  |

| Titulaires : |  |
| |  |
| 1 • Azzedine Doukha · 3 • Faouzi Ghoulam · 5 • Rafik Halliche · 9 • Ishak Belfodil 82e · 10 • Sofiane Feghouli 85e · 11 • Yacine Brahimi 59e · 14 • Nabil Bentaleb 67e · 18 • Ibrahim Chenihi 67e · 19 • Saphir Taïder · 20 • Aïssa Mandi 82e · 22 • Mehdi Zeffane · |  |
| Remplaçants : |  |
| 7 • Riyad Mahrez 67e · 12 • Carl Medjani 82e · 13 • Islam Slimani 59e · 15 • Rachid Ghezzal 85e · 17 • Youcef Belaïli 82e · |  |
| Entraîneur : |  |
| Christian Gourcuff |  |

### Qualifications à la Coupe d'Afrique 2017
| Titulaires : |  |
| |  |
| 16 • Azzedine Doukha · 18 • Mehdi Zeffane · 3 • Faouzi Ghoulam · 12 • Carl Medjani · 2 • Aïssa Mandi · 14 • Nabil Bentaleb · 8 • Saphir Taïder 76e · 7 • Riyad Mahrez · 11 • Ryad Boudebouz · 13 • Islam Slimani 85e · 15 • Hillal Soudani 65e · |  |
| Remplaçants : |  |
| 9 • Ishak Belfodil 73e 65e · 17 • Ibrahim Chenihi 76e · 5 • Mehdi Abeid 85e · |  |
| Entraîneur : |  |
| Christian Gourcuff |  |

| Titulaires : |  |
| |  |
| 1 • Vincent Euphrasie · 15 • Bertrand Esther · 6 • Benoit Marie · 2 • Yannick Manoo 81e · 12 • Gérard Basset · 16 • Gino Agathine · 19 • Sunky Vidot · 4 • Ronny Hoareau · 9 • Gervais Waye-Hive · 14 • Karl Hall 59e · 5 • Jones Joubert 79e · |  |
| Remplaçants : |  |
| 10 • Achille Henriette 59e · 17 • Ryan Antat 81e · |  |
| Entraîneur : |  |
| Jemmy Adela |  |

| Titulaires : |  |
| |  |
| 16 • Azzedine Doukha · 18 • Mehdi Zeffane · 3 • Faouzi Ghoulam · 12 • Carl Medjani · 2 • Aïssa Mandi · 14 • Nabil Bentaleb · 8 • Saphir Taïder 76e · 7 • Riyad Mahrez · 11 • Ryad Boudebouz · 13 • Islam Slimani 85e · 15 • Hillal Soudani 65e · |  |
| Remplaçants : |  |
| 9 • Ishak Belfodil 73e 65e · 17 • Ibrahim Chenihi 76e · 5 • Mehdi Abeid 85e · |  |
| Entraîneur : |  |
| Christian Gourcuff |  |

| Titulaires : |  |
| |  |
| 1 • Vincent Euphrasie · 15 • Bertrand Esther · 6 • Benoit Marie · 2 • Yannick Manoo 81e · 12 • Gérard Basset · 16 • Gino Agathine · 19 • Sunky Vidot · 4 • Ronny Hoareau · 9 • Gervais Waye-Hive · 14 • Karl Hall 59e · 5 • Jones Joubert 79e · |  |
| Remplaçants : |  |
| 10 • Achille Henriette 59e · 17 • Ryan Antat 81e · |  |
| Entraîneur : |  |
| Jemmy Adela |  |

| Titulaires : |  |
| |  |
| 1 • Mohali Koenane · 3 • Thabiso Mohapi · 17 • Leremian Kamele · 6 • Thapelo Mokhehle · 18 • Nkau Lerotholi · 11 • Tsoanelo Koetle 61e · 8 • Tsepo Seturumane · 15 • Litsepe Marabe 78e · 12 • Masoabi Nkoto 63e · 2 • Ralekoti Mokhamlane · 7 • Hlompho Kalake · |  |
| Remplaçants : |  |
| 13 • Jane Thabontso 63e · 9 • Thabiso Brown 78e · |  |
| Entraîneur : |  |
| Seephephe Matete |  |

| Titulaires : |  |
| |  |
| 16 • Azzedine Doukha · 12 • Carl Medjani · 3 • Faouzi Ghoulam · 2 • Aïssa Mandi · 18 • Mehdi Zeffane · 6 • Walid Mesloub · 8 • Saphir Taïder 17e · 7 • Riyad Mahrez · 11 • Yacine Brahimi · 10 • Ryad Boudebouz 46e · 13 • Islam Slimani 69e · |  |
| Remplaçants : |  |
| 15 • Hillal Soudani 46e · 4 • Baghdad Bounedjah 69e · |  |
| Entraîneur : |  |
| Christian Gourcuff |  |

| Titulaires : |  |
| |  |
| 1 • Mohali Koenane · 3 • Thabiso Mohapi · 17 • Leremian Kamele · 6 • Thapelo Mokhehle · 18 • Nkau Lerotholi · 11 • Tsoanelo Koetle 61e · 8 • Tsepo Seturumane · 15 • Litsepe Marabe 78e · 12 • Masoabi Nkoto 63e · 2 • Ralekoti Mokhamlane · 7 • Hlompho Kalake · |  |
| Remplaçants : |  |
| 13 • Jane Thabontso 63e · 9 • Thabiso Brown 78e · |  |
| Entraîneur : |  |
| Seephephe Matete |  |

| Titulaires : |  |
| |  |
| 16 • Azzedine Doukha · 12 • Carl Medjani · 3 • Faouzi Ghoulam · 2 • Aïssa Mandi · 18 • Mehdi Zeffane · 6 • Walid Mesloub · 8 • Saphir Taïder 17e · 7 • Riyad Mahrez · 11 • Yacine Brahimi · 10 • Ryad Boudebouz 46e · 13 • Islam Slimani 69e · |  |
| Remplaçants : |  |
| 15 • Hillal Soudani 46e · 4 • Baghdad Bounedjah 69e · |  |
| Entraîneur : |  |
| Christian Gourcuff |  |

### Matchs Préparation
| Titulaires : |  |
| |  |
| 16 • Azzedine Doukha · 18 • Abderahmane Hachoud · 12 • Carl Medjani · 3 • Faouzi Ghoulam 90+7e · 22 • Mehdi Tahrat 63e · 10 • Sofiane Feghouli · 8 • Saphir Taïder · 4 • Mehdi Abeid 46e · 7 • Riyad Mahrez · 13 • Islam Slimani 62e · 15 • Hillal Soudani 80e · |  |
| Remplaçants : |  |
| - • Hichem Belkaroui 63e · 6 • Walid Mesloub 46e · 11 • Yacine Brahimi 62e · 5 • Baghdad Bounedjah 80e · |  |
| Entraîneur : |  |
| Christian Gourcuff |  |

| Titulaires : |  |
| |  |
| 1 • Naby-Moussa Yattara · 5 • Fodé Camara · 6 • Oumar Diop · 3 • Issiaga Sylla · 7 • Sékou Condé 46e · 10 • Kevin Constant 85e 89e · 11 • Idrissa Sylla · 15 • Naby Keita 82e · 19 • Ibrahima Sory Bangoura 61e · 12 • Ibrahima Conté 71e · 20 • Sankho Baissama · |  |
| Remplaçants : |  |
| - • Keita Sekou 46e 56e · - • Brahim Sorry 89e · 21 • Mohamed Diarra 82e · - • Sadio Diallo 61e · 14 • Lanfia Camara 71e · |  |
| Entraîneur : |  |
| Luis Fernandez |  |

| Titulaires : |  |
| |  |
| 16 • Azzedine Doukha · 18 • Abderahmane Hachoud · 12 • Carl Medjani · 3 • Faouzi Ghoulam 90+7e · 22 • Mehdi Tahrat 63e · 10 • Sofiane Feghouli · 8 • Saphir Taïder · 4 • Mehdi Abeid 46e · 7 • Riyad Mahrez · 13 • Islam Slimani 62e · 15 • Hillal Soudani 80e · |  |
| Remplaçants : |  |
| - • Hichem Belkaroui 63e · 6 • Walid Mesloub 46e · 11 • Yacine Brahimi 62e · 5 • Baghdad Bounedjah 80e · |  |
| Entraîneur : |  |
| Christian Gourcuff |  |

| Titulaires : |  |
| |  |
| 1 • Naby-Moussa Yattara · 5 • Fodé Camara · 6 • Oumar Diop · 3 • Issiaga Sylla · 7 • Sékou Condé 46e · 10 • Kevin Constant 85e 89e · 11 • Idrissa Sylla · 15 • Naby Keita 82e · 19 • Ibrahima Sory Bangoura 61e · 12 • Ibrahima Conté 71e · 20 • Sankho Baissama · |  |
| Remplaçants : |  |
| - • Keita Sekou 46e 56e · - • Brahim Sorry 89e · 21 • Mohamed Diarra 82e · - • Sadio Diallo 61e · 14 • Lanfia Camara 71e · |  |
| Entraîneur : |  |
| Luis Fernandez |  |

| Titulaires : |  |
| |  |
| 16 • Azzedine Doukha · 21 • Brahim Boudebouda · 12 • Carl Medjani · 6 • Walid Mesloub · 8 • Saphir Taïder · 10 • Sofiane Feghouli 70e · 7 • Riyad Mahrez · 11 • Yacine Brahimi · 18 • Mohamed Ziti 45e · 5 • Hichem Belkaroui 46e · 20 • Baghdad Bounedjah 70e · |  |
| Remplaçants : |  |
| 22 • Mehdi Tahrat 46e · 15 • Hillal Soudani 70e · - • Saïd Benrahma 70e · |  |
| Entraîneur : |  |
| Christian Gourcuff |  |

| Titulaires : |  |
| |  |
| 1 • Abdoulaye Diallo · 25 • Lamine Gassama · 2 • Kara Mbodj · 3 • Kalidou Koulibaly · 13 • Saliou Ciss · 8 • Cheikhou Kouyaté 29e · 17 • Idrissa Gueye 33e · 10 • Sadio Mané 90e · 5 • Henri Saivet 72e · 24 • Oumar Niasse 79e · 15 • Diafra Sakho · |  |
| Remplaçants : |  |
| 21 • Mohamed Diamé 90e · 11 • Cheikh Ndoye 72e · 7 • Moussa Konaté 79e · |  |
| Entraîneur : |  |
| Aliou Cissé |  |

| Titulaires : |  |
| |  |
| 16 • Azzedine Doukha · 21 • Brahim Boudebouda · 12 • Carl Medjani · 6 • Walid Mesloub · 8 • Saphir Taïder · 10 • Sofiane Feghouli 70e · 7 • Riyad Mahrez · 11 • Yacine Brahimi · 18 • Mohamed Ziti 45e · 5 • Hichem Belkaroui 46e · 20 • Baghdad Bounedjah 70e · |  |
| Remplaçants : |  |
| 22 • Mehdi Tahrat 46e · 15 • Hillal Soudani 70e · - • Saïd Benrahma 70e · |  |
| Entraîneur : |  |
| Christian Gourcuff |  |

| Titulaires : |  |
| |  |
| 1 • Abdoulaye Diallo · 25 • Lamine Gassama · 2 • Kara Mbodj · 3 • Kalidou Koulibaly · 13 • Saliou Ciss · 8 • Cheikhou Kouyaté 29e · 17 • Idrissa Gueye 33e · 10 • Sadio Mané 90e · 5 • Henri Saivet 72e · 24 • Oumar Niasse 79e · 15 • Diafra Sakho · |  |
| Remplaçants : |  |
| 21 • Mohamed Diamé 90e · 11 • Cheikh Ndoye 72e · 7 • Moussa Konaté 79e · |  |
| Entraîneur : |  |
| Aliou Cissé |  |

### Qualifications à la Coupe du monde 2018
| Titulaires : |  |
| |  |
| 1 • Ally Mustapha · 3 • Mwinyi Mngwali · 4 • Shomari Kapombé · 5 • Kelvin Yondani · 7 • Himid Mao 81e · 9 • Faridi Mussa · 10 • Mbwana Samata · 11 • Thomas Ulimwengu · 13 • Nadir Haroub · 15 • Elias Maguri 67e · 16 • Mudathiri Abbas 67e · |  |
| Remplaçants : |  |
| 8 • Said Hamisi Ndemla 67e · 17 • Mrisho Ngassa 67e · |  |
| Entraîneur : |  |
| Charles Boniface Mkwasa |  |

| Titulaires : |  |
| |  |
| 23 • Raïs M'Bolhi · 2 • Aïssa Mandi · 3 • Faouzi Ghoulam · 6 • Walid Mesloub · 7 • Riyad Mahrez · 8 • Saphir Taïder 60e · 9 • Ishak Belfodil 46e · 12 • Carl Medjani · 13 • Islam Slimani 88e · 17 • Adlène Guedioura · 22 • Mehdi Zeffane · |  |
| Remplaçants : |  |
| 5 • Baghdad Bounedjah 88e · 14 • Nabil Bentaleb 46e 82e · 20 • Hichem Belkaroui 60e · |  |
| Entraîneur : |  |
| Christian Gourcuff |  |

| Titulaires : |  |
| |  |
| 1 • Ally Mustapha · 3 • Mwinyi Mngwali · 4 • Shomari Kapombé · 5 • Kelvin Yondani · 7 • Himid Mao 81e · 9 • Faridi Mussa · 10 • Mbwana Samata · 11 • Thomas Ulimwengu · 13 • Nadir Haroub · 15 • Elias Maguri 67e · 16 • Mudathiri Abbas 67e · |  |
| Remplaçants : |  |
| 8 • Said Hamisi Ndemla 67e · 17 • Mrisho Ngassa 67e · |  |
| Entraîneur : |  |
| Charles Boniface Mkwasa |  |

| Titulaires : |  |
| |  |
| 23 • Raïs M'Bolhi · 2 • Aïssa Mandi · 3 • Faouzi Ghoulam · 6 • Walid Mesloub · 7 • Riyad Mahrez · 8 • Saphir Taïder 60e · 9 • Ishak Belfodil 46e · 12 • Carl Medjani · 13 • Islam Slimani 88e · 17 • Adlène Guedioura · 22 • Mehdi Zeffane · |  |
| Remplaçants : |  |
| 5 • Baghdad Bounedjah 88e · 14 • Nabil Bentaleb 46e 82e · 20 • Hichem Belkaroui 60e · |  |
| Entraîneur : |  |
| Christian Gourcuff |  |

| Titulaires : |  |
| |  |
| 26 • Raïs M'Bolhi · 2 • Aïssa Mandi · 3 • Faouzi Ghoulam · 22 • Mehdi Zeffane · 5 • Hichem Belkaroui · 12 • Carl Medjani 63e · 6 • Nabil Bentaleb 28e 36e · 14 • Walid Mesloub 82e · 7 • Riyad Mahrez · 11 • Yacine Brahimi 67e · 13 • Islam Slimani · |  |
| Remplaçants : |  |
| 17 • Adlène Guedioura 36e · 21 • Rachid Ghezzal 67e · 10 • Ryad Boudebouz 82e · |  |
| Entraîneur : |  |
| Christian Gourcuff |  |

| Titulaires : |  |
| |  |
| 1 • Ally Mustapha 46e · 3 • Mwinyi Mngwali 38e · 4 • Shomari Kapombé · 5 • Kelvin Yondani 22e · 7 • Himid Mao 18e · 9 • Faridi Mussa 6e 46e · 10 • Mbwana Samata · 11 • Thomas Ulimwengu · 13 • Nadir Haroub 48e · 15 • Elias Maguri · 16 • Mudathiri Abbas 1e, 41e · |  |
| Remplaçants : |  |
| 8 • Salum Telela 46e · 18 • Aishi Manula 46e 57e · |  |
| Entraîneur : |  |
| Charles Boniface Mkwasa |  |

| Titulaires : |  |
| |  |
| 26 • Raïs M'Bolhi · 2 • Aïssa Mandi · 3 • Faouzi Ghoulam · 22 • Mehdi Zeffane · 5 • Hichem Belkaroui · 12 • Carl Medjani 63e · 6 • Nabil Bentaleb 28e 36e · 14 • Walid Mesloub 82e · 7 • Riyad Mahrez · 11 • Yacine Brahimi 67e · 13 • Islam Slimani · |  |
| Remplaçants : |  |
| 17 • Adlène Guedioura 36e · 21 • Rachid Ghezzal 67e · 10 • Ryad Boudebouz 82e · |  |
| Entraîneur : |  |
| Christian Gourcuff |  |

| Titulaires : |  |
| |  |
| 1 • Ally Mustapha 46e · 3 • Mwinyi Mngwali 38e · 4 • Shomari Kapombé · 5 • Kelvin Yondani 22e · 7 • Himid Mao 18e · 9 • Faridi Mussa 6e 46e · 10 • Mbwana Samata · 11 • Thomas Ulimwengu · 13 • Nadir Haroub 48e · 15 • Elias Maguri · 16 • Mudathiri Abbas 1e, 41e · |  |
| Remplaçants : |  |
| 8 • Salum Telela 46e · 18 • Aishi Manula 46e 57e · |  |
| Entraîneur : |  |
| Charles Boniface Mkwasa |  |

## Statistiques

### Temps de jeu des joueurs
| Joueurs                                               |                 |                 |                 |                 |                 |                 |                 |                 |                 |                 |                 |                 |                 |                 |                 |                 |                 |                 |
| Gardiens de but                                       | Gardiens de but | Gardiens de but | Gardiens de but | Gardiens de but | Gardiens de but | Gardiens de but | Gardiens de but | Gardiens de but | Gardiens de but | Gardiens de but | Gardiens de but | Gardiens de but | Gardiens de but | Gardiens de but | Gardiens de but | Gardiens de but | Gardiens de but | Gardiens de but |
| ----------------------------------------------------- | --------------- | --------------- | --------------- | --------------- | --------------- | --------------- | --------------- | --------------- | --------------- | --------------- | --------------- | --------------- | --------------- | --------------- | --------------- | --------------- | --------------- | --------------- |
| Raïs M'Bolhi (Philadelphia Union puis Antalyaspor)    | 90              | 90              | 90              | 90              | 90              |                 |                 |                 |                 |                 |                 | 90              | 90              |                 |                 |                 |                 |                 |
| Azzedine Doukha (JS Kabylie)                          |                 |                 |                 |                 |                 | 90              | 90              | 90              | 90              | 90              | 90              |                 |                 |                 |                 |                 |                 |                 |
| Défenseurs                                            |                 |                 |                 |                 |                 |                 |                 |                 |                 |                 |                 |                 |                 |                 |                 |                 |                 |                 |
| Carl Medjani (Trabzonspor)                            | 90              | 90              | 90              | 90              | 90              | 90              | 8               | 90              | 90              | 90              | 90              | 90              | 90              |                 |                 |                 |                 |                 |
| Rafik Halliche (Qatar SC)                             |                 | 90              |                 |                 |                 |                 | 90              |                 |                 |                 |                 |                 |                 |                 |                 |                 |                 |                 |
| Djamel Mesbah (UC Sampdoria)                          | 90              |                 |                 |                 |                 |                 |                 |                 |                 |                 |                 |                 |                 |                 |                 |                 |                 |                 |
| Faouzi Ghoulam (SSC Naples)                           |                 | 90              | 90              | 90              | 90              | 90              | 90              | 90              | 90              | 90              |                 | 90              | 90              |                 |                 |                 |                 |                 |
| Aïssa Mandi (Stade de Reims)                          | 90              | 90              | 90              | 90              | 90              | 90              | 82              | 90              | 90              |                 |                 | 90              | 90              |                 |                 |                 |                 |                 |
| Madjid Bougherra (Fujairah SC)                        | 44              |                 | 90              | 90              | 90              |                 |                 |                 |                 |                 |                 |                 |                 |                 |                 |                 |                 |                 |
| Liassine Cadamuro (CA Osasuna)                        | 42              |                 |                 |                 |                 |                 |                 |                 |                 |                 |                 |                 |                 |                 |                 |                 |                 |                 |
| Farouk Chafaï (USM Alger)                             |                 |                 |                 |                 |                 | 90              |                 |                 |                 |                 |                 |                 |                 |                 |                 |                 |                 |                 |
| Mehdi Zeffane (Olympique lyonnais puis Stade rennais) |                 |                 |                 |                 |                 |                 | 90              | 90              | 90              |                 |                 | 90              | 90              |                 |                 |                 |                 |                 |
| Mehdi Tahrat (Paris FC)                               |                 |                 |                 |                 |                 |                 |                 |                 |                 | 63              | 44              |                 |                 |                 |                 |                 |                 |                 |
| Abderahmane Hachoud (MC Alger)                        |                 |                 |                 |                 |                 |                 |                 |                 |                 | 90              |                 |                 |                 |                 |                 |                 |                 |                 |
| Hichem Belkaroui (Club Africain)                      |                 |                 |                 |                 |                 |                 |                 |                 |                 | 27              | 46              | 30              | 90              |                 |                 |                 |                 |                 |
| Mohamed Khoutir Ziti (JS Kabylie)                     |                 |                 |                 |                 |                 |                 |                 |                 |                 |                 | 90              |                 |                 |                 |                 |                 |                 |                 |
| Brahim Boudebouda (USM Alger)                         |                 |                 |                 |                 |                 |                 |                 |                 |                 |                 | 90              |                 |                 |                 |                 |                 |                 |                 |
| Milieux de terrain                                    |                 |                 |                 |                 |                 |                 |                 |                 |                 |                 |                 |                 |                 |                 |                 |                 |                 |                 |
| Nabil Bentaleb (Tottenham Hotspur)                    | 90              | 90              | 90              | 90              | 90              | 90              | 90              | 90              |                 |                 |                 | 44              | 36              |                 |                 |                 |                 |                 |
| Medhi Lacen (Getafe CF)                               | 46              | 63              | 71              | 18              |                 | 28              |                 |                 |                 |                 |                 |                 |                 |                 |                 |                 |                 |                 |
| Foued Kadir (Bétis Séville)                           | 24              |                 | 3               |                 |                 |                 |                 |                 |                 |                 |                 |                 |                 |                 |                 |                 |                 |                 |
| Sofiane Feghouli (FC Valence)                         | 66              | 90              | 90              | 90              | 90              |                 | 85              |                 |                 | 90              | 70              |                 |                 |                 |                 |                 |                 |                 |
| Yacine Brahimi (FC Porto)                             | 66              | 89              | 87              | 72              | 90              | 90              | 59              |                 | 90              | 28              | 90              |                 | 67              |                 |                 |                 |                 |                 |
| Riyad Mahrez (Leicester City)                         | 46              | 59              | 19              | 90              | 72              | 63              | 23              | 90              | 90              | 90              | 90              | 90              | 90              |                 |                 |                 |                 |                 |
| Saphir Taïder (US Sassuolo puis Bologne FC)           | 44              | 27              | 90              | 90              | 90              | 62              | 90              | 76              | 90              | 90              | 90              | 60              |                 |                 |                 |                 |                 |                 |
| Youcef Belaïli (USM Alger)                            |                 |                 |                 |                 |                 | 28              | 8               |                 |                 |                 |                 |                 |                 |                 |                 |                 |                 |                 |
| Rachid Ghezzal (Olympique lyonnais)                   |                 |                 |                 |                 |                 | 46              | 5               |                 |                 |                 |                 |                 | 23              |                 |                 |                 |                 |                 |
| Walid Mesloub (FC Lorient)                            |                 |                 |                 |                 |                 |                 |                 |                 | 90              | 44              | 90              | 90              | 82              |                 |                 |                 |                 |                 |
| Ibrahim Chenihi (MC El Eulma puis Club africain)      |                 |                 |                 |                 |                 | 27              | 67              | 14              |                 |                 |                 |                 |                 |                 |                 |                 |                 |                 |
| Ahmed Kashi (FC Metz)                                 |                 |                 |                 | 0               |                 |                 |                 |                 |                 |                 |                 |                 |                 |                 |                 |                 |                 |                 |
| Ryad Boudebouz (SC Bastia puis Montpellier HSC)       |                 |                 |                 |                 |                 |                 |                 | 90              | 46              |                 |                 |                 | 8               |                 |                 |                 |                 |                 |
| Mehdi Abeid (Newcastle puis Panathinaikos)            |                 |                 |                 |                 |                 |                 |                 | 5               |                 | 46              |                 |                 |                 |                 |                 |                 |                 |                 |
| Saïd Benrahma (OGC Nice)                              |                 |                 |                 |                 |                 |                 |                 |                 |                 |                 | 20              |                 |                 |                 |                 |                 |                 |                 |
| Adlène Guedioura (Watford FC)                         |                 |                 |                 |                 |                 |                 |                 |                 |                 |                 |                 | 90              | 54              |                 |                 |                 |                 |                 |
| Attaquants                                            |                 |                 |                 |                 |                 |                 |                 |                 |                 |                 |                 |                 |                 |                 |                 |                 |                 |                 |
| Hillal Soudani (Dinamo Zagreb)                        | 24              | 1               |                 | 80              | 72              |                 |                 | 65              | 44              | 80              | 20              |                 |                 |                 |                 |                 |                 |                 |
| Islam Slimani (Sporting Portugal)                     | 46              | 90              | 34              |                 | 18              | 62              | 31              | 85              | 69              | 62              |                 | 88              | 90              |                 |                 |                 |                 |                 |
| Ishak Belfodil (Parme FC puis Baniyas SC)             | 44              | 31              | 56              | 10              | 18              | 44              | 82              | 25              |                 |                 |                 | 46              |                 |                 |                 |                 |                 |                 |
| Baghdad Bounedjah (ES Sahel)                          |                 |                 |                 |                 |                 |                 |                 |                 | 21              | 10              | 70              | 2               |                 |                 |                 |                 |                 |                 |

- Les nombres présents dans chaque case de la matrice représentent le nombre de minutes jouées par le joueur lors de ce match (0 signifie que le joueur est entré pendant le temps additionnel).

### Buteurs
7 buts        
- Islam Slimani ( Afrique du Sud)  ( Seychelles)  ( Guinée) ( Tanzanie × 2)  ( Tanzanie × 2)

5 buts      
- Hillal Soudani ( Côte d'Ivoire)  ( Seychelles × 2)  ( Lesotho × 2)

4 buts     
- Faouzi Ghoulam ( Afrique du Sud)  ( Lesotho)  ( Tanzanie × 2)

2 buts   
- Ishak Belfodil ( Oman × 2)
- Sofiane Feghouli ( Oman × 2)
- Nabil Bentaleb ( Sénégal)  ( Seychelles)
- Yacine Brahimi ( Sénégal)  ( Tanzanie)
- Riyad Mahrez ( Sénégal)  ( Tanzanie)

1 but  
- Liassine Cadamuro ( Tunisie)
- Carl Medjani ( Tanzanie)

Contre son camp  (csc)
- Thulani Hlatshwayo

### Passeurs décisifs
7 passes 
- Riyad Mahrez
  -  Côte d'Ivoire : à Hillal Soudani
  -  Seychelles : à Hillal Soudani
  -  Seychelles : à Nabil Bentaleb
  -  Lesotho : à Faouzi Ghoulam
  -  Guinée : à Islam Slimani
  -  Tanzanie : à Islam Slimani
  -  Tanzanie : à Carl Medjani

3 passes 
- Islam Slimani
  -  Oman : à Sofiane Feghouli
  -  Oman : à Ishak Belfodil
  -  Tanzanie : à Yacine Brahimi

- Faouzi Ghoulam
  -  Oman : à Sofiane Feghouli
  -  Seychelles : à Islam Slimani
  -  Tanzanie : à Riyad Mahrez

2 passes 
- Yacine Brahimi
  -  Tunisie : à Liassine Cadamuro
  -  Lesotho : à Hillal Soudani

1 passe 
- Ishak Belfodil
  -  Afrique du Sud : à Islam Slimani
- Madjid Bougherra
  -  Sénégal : à Riyad Mahrez
- Sofiane Feghouli
  -  Sénégal : à Nabil Bentaleb
- Ibrahim Chenihi
  -  Oman : à Ishak Belfodil
- Ryad Boudebouz
  -  Seychelles : à Hillal Soudani
- Walid Mesloub
  -  Tanzanie : à Islam Slimani
- Rachid Ghezzal
  -  Tanzanie : à Islam Slimani

### Cartons jaunes
6 cartons jaunes      
- Nabil Bentaleb (73e  Ghana, 78e  Côte d'Ivoire, 14e  Qatar, 67e  Oman, 82e  Tanzanie et 28e  Tanzanie)

4 cartons jaunes    
- Saphir Taïder (52e  Sénégal, 90e  Côte d'Ivoire, 52e  Qatar et 17e  Lesotho)

1 carton jaune 
- Aïssa Mandi (54e  Afrique du Sud)
- Madjid Bougherra (45e+1  Ghana)
- Raïs M'Bolhi (78e  Sénégal)
- Ishak Belfodil (73e  Seychelles)
- Mohamed Ziti (45e  Sénégal)
- Carl Medjani (63e  Tanzanie)

### Cartons rouges
1 carton rouge 
- Liassine Cadamuro (42e  Tunisie)
- Faouzi Ghoulam (90e+7  Guinée)

## Maillot
L'équipe d'Algérie porte en 2015 un maillot confectionné par l'équipementier Adidas.
| Couleurs | Blanc et Vert |           |           |           |           |           |
| Marque   | Adidas        |           |           |           |           |           |
| Domicile | Autre         | Extérieur | Gardien 1 | Gardien 2 | Gardien 3 | Gardien 4 |